# 輝く日本の星!
『輝く日本の星!』（かがやくにっぽんのほし）は、1996年5月22日から1997年3月12日までTBS系列で毎週水曜20:00 - 20:54に放送されていた和田アキ子・古舘伊知郎司会のオーディションバラエティ番組である。構成には秋元康も携わっていた。

## 概要
小学生を対象にした番組で、審査や課題を通じて芸能・スポーツ、料理や文芸など様々なジャンルの期待の星を見出す。膨大な収録のため、1つのオーディションにつき2週 - 3週完結の方式だった。

## 全課題
- 次代の池谷幸雄をつくる（1996年5月22日、5月29日、6月5日放送）

器械体操にとって重要な能力を計る９つの関門を（懸垂、ワンワンダッシュ等）勝ち残り形式で行った。優勝した佐藤大佑は、現在ボートレーサーとして活躍中。
- 次代の羽生善治をつくる（1996年6月12日、6月26日、7月3日放送）

1位となった少年は羽生善治との対局に挑み初手を指した時点で後手の羽生は封じ手をし、将来プロ棋士になったあと続きの対局をする約束をした。
- 平成のイチローをつくる（1996年7月10日、7月17日、7月24日放送）

（備考）参加総数425人。
- 平成の道場六三郎をつくる（1996年7月31日、8月7日、8月21日放送）
- 次代の田村亮子をつくる（1996年9月4日、9月18日放送。9月18日は2時間SP）

　書類審査を通過した210人が出場。優勝した少女は、田村（現在：谷）亮子が当時在籍していた大学での練習を見学出来た。
- 平成の美空ひばりをつくる（1996年10月16日、10月23日、10月30日放送）

次代の歌手を目指すオーディション。しかし「美空ひばりの再来と言える程の、凄みのある素材はなかった」と該当者なしに。
- 次代のダウンタウンをつくる（1996年11月6日、11月13日放送）

次代のお笑い芸人を目指すオーディション。このオーディションで りあるキッズ を輩出した。
- 次代の青木功 をつくる（1996年11月20日、11月27日、12月4日放送）
- 年間総集編（1996年12月11日放送）
- 平成の原節子をつくる（1997年1月22日、1月29日、2月5日放送）

松竹とのタイアップオーディション。参加総数は1869人。このオーディションで吉田かおるがグランプリ、デビューした。これには他に、折笠富美子（その後声優デビューし現在に至る）、一宮里絵、水上杏子、真崎麻衣らが出場。この回のみ途中で脱落した出場者が、スタッフに懇願し先の審査を受ける事が出来たがやはり不合格だった。
- 次代の具志堅用高をつくる（1997年2月12日、2月19日、2月26日放送）

次代のプロボクサーを目指すオーディション。このオーディションで亀田三兄弟が取り上げられた。
- 平成の手塚治虫をつくる（1997年3月5日、3月12日放送）

審査員としてイラスト投稿誌「チョコバナナ」編集長のさくまあきら、コラムニストの夏目房之介らが出演。この回のみ年齢制限は無く最終オーディションには20代の青年も残った。一次予選の題材は「ウサギとカメ」だった。グランプリの作品は入賞後、アニメ映像も作られた。この放送の際に、スタッフからの「誰か出る人いませんか？」との要請があったのに対し、さくまは「チョコバナナ」の常連投稿者5人（その内名誉会員4人）を参加させた。しかし結果は、全員予選落ち。「絵の上手さなら負けなかったが、決勝まで残ったメンバーの執念がすごすぎた」（byさくま）。2ヵ月後、今回のオーディションの参加者全員に「チョコバナナ」8巻が送られた。

## 出演者
司会
- 和田アキ子
- 古舘伊知郎

ナレーター
- 郷里大輔（事前番組と第1回放送のみ）
- 屋良有作
- 平野義和

## 番組でのエピソード
- 基本的に出場者の交通費は実費だが、次代の池谷幸雄をつくるに出場した児童が第1関門で敗退したため、母親が交通費を求め「クイズ悪魔のささやき復活SP（1996年9月25日放送）」に出演し、100万円を獲得した（トータライザーは8万円）。
- 基本的に一度敗退したら退場させられるが、次代のダウンタウンをつくるのように別々のコンビから優勝者が決まったり、平成の原節子をつくるでは、終盤の関門で既に敗退した出場者がスタッフに懇願し特別に参加させた措置もあった。
- 司会の和田アキ子のリアクションも番組の見所だった。次代の羽生善治をつくるで、あまりにも自信満々の言動をした出場者に対して、和田の反感を買う。ちなみにその出場者は第4関門（準々決勝）で敗退。

また、複数のテーマに応募してくる母親に対して、和田が「こういう親は、子供をずっと出場させ続けるんでしょうね」と深いコメントをしている。

## スタッフ
- 構成：秋元康、倉本美津留、福岡秀広、岩崎元哉、野尻靖之、荒木美子、冨永一郎、鮫肌文殊、山名宏和、白川幸洋
- 技術：佐々木常夫
- VE：井下雅美
- カメラ：川井由紀男
- 音声：山田紀夫
- 照明：伊藤博介
- 音効：山田弘実
- 編集：山内祥弘、原康子
- MA：上村清
- 美術プロデューサー：中嶋美津夫
- 美術デザイン：金子俊彦
- 美術制作：丸山覚
- 装置：鈴木匡人、西原剛次、鈴出延宏
- メカシステム：成田仁
- 電飾：近藤明博
- 装飾：加藤秀喜
- CG：テクノネット
- タイトルデザイン：ウォーターボーイズ
- AD：山本一雄、中川真一
- TK：岸田純子
- 取材ディレクター：光田力哉、太田淳一、斯波豊、宮島将志、大山小百合
- ディレクター：田澤保之、小笠原知宏、十二竜也、四宮義之
- 演出：片山剛、津留正明
- プロデューサー：田代冬彦、岩村隆史
- 製作著作：TBS

| TBS 水曜20時台       | TBS 水曜20時台 | TBS 水曜20時台   |
| 前番組               | 番組名         | 次番組           |
| -------------------- | -------------- | ---------------- |
| クイズ悪魔のささやき | 輝く日本の星!  | しあわせ家族計画 |